# A Febre
A Febre é um filme franco-teuto-brasileiro de drama e suspense dirigido por Maya Da-Rin. Falado em português e nas línguas indígenas tukano e tikuna, é escrito por Maya Da-Rin, Miguel Seabra Lopes e Pedro Cesarino, e protagonizado por Regis Myrupu e Rosa Peixoto. Seu elenco principal é composto por atores indígenas do Alto Rio Negro, pertencentes aos Desanos, Tucanos e Tarianas, tendo sido para muitos deles a primeira experiência no cinema.
O filme estreou na competição internacional do 72º Festival Internacional de Cinema de Locarno, na Suíça, onde ganhou o Leopardo de Ouro de Melhor Ator para Regis Myrupu, o prêmio da crítica internacional da Federação Internacional de Críticos de Cinema (FIPRESCI) e o prêmio Environment is Quality of Life concedido pelo júri jovem. Além do Leopardo de Ouro no Festival de Locarno, Regis Myrupu também recebeu o prêmio de Melhor Ator no Festival de Brasília, tendo sido a primeira vez que um ator indígena é premiado em ambos festivais.

## Sinopse
A Febre narra a história de Justino (Regis Myrupu), um indígena do povo Desana que migrou ainda jovem de sua aldeia no Alto Rio Negro para a cidade de Manaus. Viúvo, Justino trabalha como vigilante em um porto de cargas, enquanto sua filha Vanessa (Rosa Peixoto) concilia vários empregos como técnica de enfermagem e seu filho mais velho (Johnatan Sodré) vive em sua própria casa com sua esposa e filho. Enredados em uma vida modesta, o cotidiano de Justino e Vanessa se resume ao transito entre o trabalho e sua casa na periferia de Manaus.
Quando Vanessa recebe a notícia de que foi aprovada para estudar medicina na Universidade de Brasília (UnB), a frágil habilidade de seu pai para lidar com as demandas da vida urbana, faz com que ela questione sua decisão de partir. Ao mesmo tempo, a inquietude que se fazia presente nos sonhos de Justino passa a se manifestar na forma de uma febre misteriosa e intermitente, que coincide com rumores sobre a presença de uma criatura misteriosa na vizinhança.
No porto, a rotina monótona de trabalho é quebrada com chegada de um novo vigia (Lourinelson Wladmir), com quem Justino é obrigado a conviver durante as trocas de turno. Ex-capataz de uma fazenda de gado no interior, Wanderlei não esconde o profundo preconceito que tem dos indígenas. Enquanto isso, a visita de seu irmão (Edmildo Vaz) e de sua cunhada (Anunciata Teles) faz com que Justino rememore sua aldeia na floresta, de onde partiu vinte anos atrás.

## Elenco
- Regis Myrupu como Justino
- Rosa Peixoto como Vanessa
- Johnatan Sodré como Everton
- Edmildo Vaz Pimentel como André
- Anunciata Teles Soares como Marta
- Kaisaro Jussara Brito como Jalmira
- Lourinelson Wladmir como Wanderlei
- Suzy Lopes como Rose

## Produção
A Febre é uma co-produção entre o Brasil (Tamanduá Vermelho e Enquadramento Produções), França (Still Moving) e Alemanha (Komplizen Film), produzida por Maya Da-Rin, Leonardo Mecchi e Juliette Lepoudre e co-produzida por Pierre Menahem, Janine Jackowski e Jonas Dornbach. O projeto participou da residência de roteiro Cinéfondation do Festival de Cannes e dos laboratóris Script&Pitch e FrameWork promovidos pelo TorinoFilmLab. Foi rodado na cidade e zona metropolitana de Manaus, durante 7 semanas e meia, entre os meses de abril e junho de 2018. Sua equipe e elenco são majoritariamente formados por nomes locais amazonenses.

## Recepção
A Febre teve sua primeira exibição mundial no dia 08 de agosto de 2019 na abertura do Concorso Internazionale do 72º Festival Internacional de Locarno, na Suíça, de onde saiu vencedor de três prêmios: o Leopardo de Ouro de Melhor Ator para Regis Myrupu, o prêmio da crítica internacional FIPRESCI e o Prêmio Especial “Environment is Quality of Life” concedido pelo júri jovem. Participou de mais de 60 festivais no Brasil e no exterior, como os festivais de Toronto, Rotterdam e New Director New Films, tendo recebido mais de 30 prêmios, dentre eles o de Melhor Filme nos festivais de Pingyao (China), Biarritz (França), IndieLisboa (Portugal) e Mar del Plata (Argentina), e Melhor Direção no Festival Internacional de Chicago (USA) e no Festival do Rio (Brasil). O filme foi ainda o vencedor do 52º Festival de Brasília do Cinema Brasileiro, tendo recebidos os prêmios de Melhor Filme, Melhor Direção, Melhor Ator, Melhor Fotografia e Melhor Som.
No Brasil o filme é distribuído pela Vitrine Filmes e estreou simultaneamente nas plataformas digitais de streaming e nos cinemas no dia 12 de novembro de 2020, logo após a reabertura dos cinemas fechados em razão da pandemia de Covid-19. Mesmo durante a pandemia, o filme permaneceu 5 semanas em cartaz e foi vendido para países como França, Estados Unidos, Canadá, China e Inglaterra.
A Febre foi bem recebido pela crítica brasileira e internacional. Foi citado como o melhor filme de estreia de 2019 pela programadora Nicole Brenez na lista de críticos “La internacional cinefilia" e incluído na lista dos filmes mais premiados de temporada de 2019-2020 pela Letterboxd. O crítico e programador Diego Batlle deu 4.5 estrelas de 5 na revista eletrônica Otroscines e escreveu que A Febre “é um dos filmes de estreia mais convincentes do cinema latino-americano dos últimos anos”. O crítico Nicolás Quinteros, da revista Escribiendo Cine, deu nota 8 e escreveu que “é um filme imprescindível para compreender uma parte importante da realidade latino-americana contemporânea”1. Francisco Russo, da revista eletrônica AdoroCinema, considerou A Febre “um filme como poucas vezes se viu no cinema brasileiro” e Geraldo Couto disse que o filme é “um marco” na forma como personagens indígenas são retratados pelo cinema. Já a crítica francesa Beatrice Loayza, da revista  Cinema Scope, considerou o filme “cinema em sua essência, exigindo empatia e compreensão sem piedade e didatismo, e protagonizando os indígenas com uma atenção às suas especificidades culturais como poucos filmes se preocupam em elaborar".

## Prêmios
| Ano  | Festival                                         | País      | Categoria                                                          |
| ---- | ------------------------------------------------ | --------- | ------------------------------------------------------------------ |
| 2015 | CineMundi coproduction Market, Mostra Cine BH    | Brasil    | Menção do júri, Desenvolvimento                                    |
| 2017 | FrameWork, TorinoFilmLab                         | Itália    | Prêmio de coprodução, Desenvolvimento                              |
| 2019 | Festival Internacional de Cinema de Locarno      | Suíça     | Leopardo de Ouro de Melhor Ator                                    |
| 2019 | Festival Internacional de Cinema de Locarno      | Suíça     | Prêmio FIPRESCI da Crítica Internacional de Melhor Filme           |
| 2019 | Festival Internacional de Cinema de Locarno      | Suíça     | Prêmio Especial "Enviroment is Quality of Life" do Júri Jovem      |
| 2019 | Festival de Biarritz                             | França    | Melhor Filme                                                       |
| 2019 | Festival Internacional de Cinema de Pingyao      | China     | Melhor Filme                                                       |
| 2019 | Festival Internacional de Cinema de Chicago      | USA       | Melhor Direção                                                     |
| 2019 | Festival Internacional de Cinema de Thessaloniki | Grécia    | Silver Alexander Award                                             |
| 2019 | Janela Internacional do Recife                   | Brasil    | Melhor Filme                                                       |
| 2019 | Janela Internacional do Recife                   | Brasil    | Melhor Som                                                         |
| 2019 | Mar del Plata Film Festival                      | Argentina | Melhor Filme Latino Americano                                      |
| 2019 | Mar del Plata Film Festival                      | Argentina | Melhor Opera Prima                                                 |
| 2019 | Festival de Brasília                             | Brasil    | Melhor Filme                                                       |
| 2019 | Festival de Brasília                             | Brasil    | Melhor Direção                                                     |
| 2019 | Festival de Brasília                             | Brasil    | Melhor Ator                                                        |
| 2019 | Festival de Brasília                             | Brasil    | Melhor Fotografia                                                  |
| 2019 | Festival de Brasília                             | Brasil    | Melhor Som                                                         |
| 2019 | Festival do Rio                                  | Brasil    | Melhor Direção                                                     |
| 2019 | Festival do Rio                                  | Brasil    | Prêmio Especial do Júri de Melhor Som                              |
| 2020 | Punta del Este International Film Festival       | Uruguai   | Melhor Filme                                                       |
| 2020 | Punta del Este International Film Festival       | Uruguai   | Melhor Direção                                                     |
| 2020 | Punta del Este Film Festival                     | Uruguai   | Prêmio da Crítica Uruguaia de Melhor Filme                         |
| 2020 | Portland Internation Film Festival               | USA       | Melhor Filme Future Competition                                    |
| 2020 | FemCine                                          | Chile     | Melhor Filme                                                       |
| 2020 | Cologne Dortmund Women Film Festival             | Alemanha  | Melhor Filme de Estreia                                            |
| 2020 | IndieLisboa                                      | Portugal  | Melhor Filme                                                       |
| 2020 | Festival Internacional de Lima                   | Peru      | Melhor Filme                                                       |
| 2020 | Festival Internacional de Lima                   | Peru      | Menção Especial do Júri da Crítica Internacional                   |
| 2020 | Primavera do Cine, Vigo                          | Espanha   | Melhor Filme                                                       |
| 2020 | L'Alternativa International Film Festival        | Espanha   | Menção Especial do Júri International Federation of Film Societies |